# 瞳麗子
瞳 麗子（ひとみ れいこ、1938年1月10日 - ）は、日本の女優。福井県出身。白百合学園高等学校出身。本名は額賀 直美、旧芸名は瞳 麗香。長男はプロゴルファーの額賀靖生。長女は歌手の弘妃由美。

## 経歴
松竹歌劇団の戦後の第10期生。同期に女優の青江奈美がいる。卒業後は、本格的な女優として活躍する様になり、夫である俳優の倉多爽平とは、映画『あんみつ姫』での共演をきっかけに結婚。
しかし当時、瞳の父は病床にあり、式への列席が望めないことを考慮し、「テレビで姿を見て欲しい」として、当時「番組内で結婚式を挙げる」との内容で放送されていたテレビ番組『ここに幸あれ』（フジテレビ）への出演を希望。
1963年（昭和38年）3月12日に放送された同番組には佐田啓二や久我美子も出席して祝辞を述べた。結婚後は次第に出演が減少するが、テレビなどに出演している。

## 出演

### 映画
- 朝を呼ぶ口笛（1954年　松竹）- 前川静子
- 海人舟より　禁男の砂 （1957年　松竹）-お高（海女）映画初主演作
- 集金旅行（1957年）
- 気違い部落（1957年）−大蔵お千代
- 続・禁男の砂
- 彼奴は誰だッ（1958年）
- 野を駈ける少女（1958年）
- 若い広場（1958年）
- 噴水より抵抗する年齢（1958年）
- 有楽町0番地-小川正子
- 女性についての103章より（1958年　松竹）-新妻の女秘書
- めぐり逢う日まで
- 彼女に向かって突進せよ(1963年　松竹）-戸川緑
- あの波の果てまで
- 真夏の情事
- 明日をつくる少女（1958年　松竹）
- 青空よ　いつまでも（1958年）
- デン助の小学一年生（1958年　松竹）
- 渡る世間は鬼ばかり　ボロ家の春秋（1958年）橋田壽賀子の執筆作品とは異なる。
- 大学の合唱（1959年　松竹）
- 朝を呼ぶ口笛（1959年　松竹）
- 花嫁雲にのる（1959年　松竹）
- バラ少女 （1959年　松竹）
- ハイ・ティーン（1959年　松竹）
- 素晴らしき十九才（1959年　松竹）
- ふるさとの風（1959年　松竹）
- 暁の地平線 （1959年　松竹）
- いたづら（1959年）
- 愛を誓いし君なれば（1959年）
- 花嫁のおのろけ（1959年）
- 海の地図（1959年）
- わが古城の町（1959年　松竹）
- 若手三羽烏　女難旅行（1960年　松竹）
- 大いなる愛の彼方に（1960年 松竹）
- 死者との結婚(1960年)
- あんみつ姫の武者修業（1960年　松竹）倉多爽平との共演作。
- しかも彼等は行く
- 禁男の砂　第四話　真夏の情事 （1960年　松竹）
- 白い怒濤（1960年）
- 日本よいとこ　無鉄砲旅行（1960年　松竹）
- 太陽が目にしみる （1960年　松竹）
- 伊豆の踊子（1960年　松竹）-百合子
- 二階の他人（1961年）-来島葉子
- 非情の男（1961年 松竹）
- 三味線とオートバイ（1961年）
- 第三捜査命令（1961年 松竹）
- 水溜り （1961年 松竹）
- 甘い夜の果て（1961年　松竹）
- 花扉 （1961年 松竹）-林あけみ
- あの波の果てまで　後篇（1961年 松竹）
- めぐり逢う日まで　純白の巻（1961年 松竹）
- めぐり逢う日まで　真紅の巻 （1961年 松竹）
- 京子の初恋　八十八夜の月（1962年）
- 背徳のメス（1961年）
- 続々番頭はんと丁稚どん（1961年）-ルミ子
- のれんと花嫁（1961年）
- 暁の地平線
- 暗黒街の顔役　十一人のギャング（1963年 東映）−ユキ
- べらんめえ芸者と丁稚社長（1963年 東映)
- 若いやつ （1963年　松竹）
- スター誕生（1963年　松竹）日本テレビで放送されていたオーディション番組とは異なる。
- 十一人のギャング（1963年　松竹）
- ローマに咲いた花（1963年　松竹）
- ニッポン　珍商売（1963年　松竹）
- 愛・その奇跡（1964年　松竹）
- 黒い猫（1965年、東映）
- 虹をつかむ恋人たち（1965年　松竹）
- 日本ゼロ地帯　夜を狙え（1966年 松竹大船）-君子
- 新事件記者　殺意の丘（1966年　東宝）
- 陸軍諜報33 （1968年、東映） - 車中の人妻
- 大奥（1968年）−尾上
- 昆虫大作戦（1968年　松竹）
- 人間の条件　完結編
- 無頼漢 （1970年　東宝）-とんびの母親
- 喜劇　トルコ風呂　王将戦（1971年 東映）−丸山玉子
- 喜劇 女売出します（1972年）-芸妓屋の踊り子、鳥子
- 怪獣大奮戦 ダイゴロウ対ゴリアス（1972年、円谷プロ / 東宝） - 鳥沢うめ子
- 人間革命（1973年）−泉田ため
- 愛情の設計-北野節子（1977年発表)

### テレビドラマ
- 見合い恋愛 瞳麗香名義
- 人生の四季−1961年9月21日放送分ゲスト
- ローンウルフ 一匹狼-バーのママ　しのぶ
- 真夜中の顔
- ザ・ガードマン
- 水曜サスペンス「暁の死線（1964年）
- 新吾十番勝負（1967年、TBS / 松竹テレビ室）- お銀
- 三匹の侍
  - 第5シリーズ 第3話「ゆすり」（1967年） - お紋
  - 第6シリーズ 第21話「女代官」（1969年） - おりき
- 風　第3話「王手飛車とり」（1967年10月18日、TBS）
- 大奥（1968年）ｰ矢島局の侍女
- 徳川秀忠の妻（1969年）-　於福（のちの春日局）
- 銭形平次 - おさん
- 白い巨塔 - 財前杏子
- いじわるばあさん（1967年のテレビドラマ）
  - 第25話「人は悪かないの巻」
  - 第36話「続・オールぶっこわしの巻」
- 燃えよ剣 - お佐絵
- お祭り銀次捕物帳
- 紫頭巾事件帖 第24話「尼寺に?」−漣月尼
- キイハンター（TBS・東映）
  - 第3話「誘拐の城」（1968年）
  - 第112話「サイコロGメン危機一髪」（1970年）
  - 第215話「真夜中のキッスは殺しの招待状」（1972年）
  - 第224話「デスマスクを愛した私」（1972年）
  - 第229話「SOSよろめき宝石泥棒」（1972年）
  - 第252話「冒険また冒険 探偵小僧大奮戦！」（1973年） - 妹尾美佐子
- 東京バイパス指令（1968年）第2話ゲスト
- ウルトラマンタロウ
  - 第23話「やさしい怪獣お父さん!」−三島好子
  - 第46話「日本の童謡から 白い兎は悪い奴!」−太一の母
- 木枯し紋次郎 第2部 第15話「木っ端が燃えた上州路」 （1973年、フジテレビ / C.A.L）- お久
- 水戸黄門（TBS / C.A.L）第4部 第11話「地獄に落ちた悪い奴- 庄内」（1973年）- 〆香
- われら青春! - 第19話「」−江川教頭の妻
- 伝七捕物帳 第127話「悲涙の密告」（1976、NTV）- 菊
- 赤い激流-真山玲子
- はぐれ刑事純情派-村松君代(1993年)